# 차코베츠

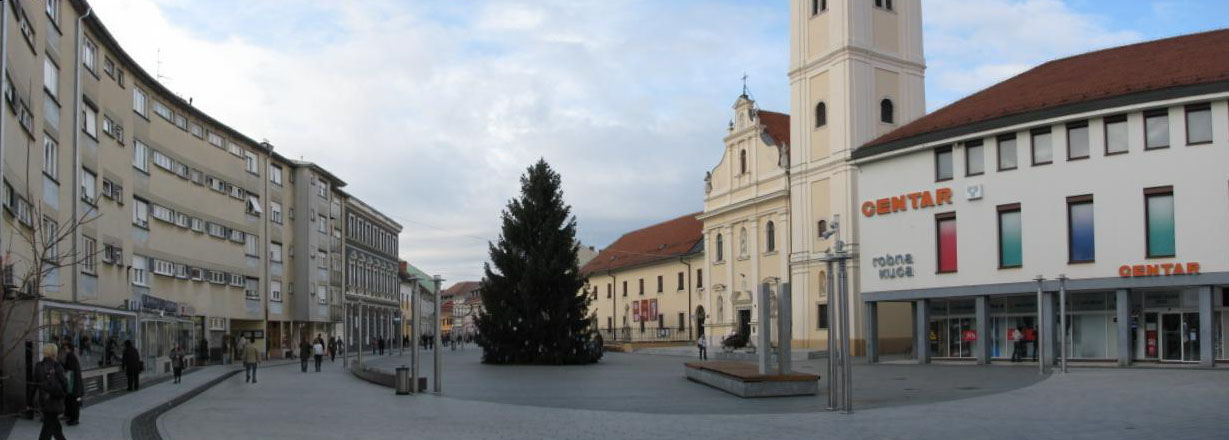
차코베츠 시가지

차코베츠(크로아티아어: Čakovec)는 크로아티아 북부에 위치한 도시로 메지무레주의 주도이며 면적은 72.8km2, 인구는 27,227명(2011년 기준)이다. 자그레브(크로아티아의 수도)에서 북쪽으로 약 90km 정도 떨어진 곳에 위치하며 포도주와 농업, 사냥으로 유명하다.

## 자매 도시
- 헝가리 너지커니저
- 폴란드 프원스크
- 독일 슈람베르크
- 슬로베니아 벨레네
- 이스라엘 키리야트티브온